# Бикса орельяна
Би́кса орелья́на, или пома́дное дерево, или анна́то (лат. Bíxa orellána) — вид растения из рода Бикса семейства Биксовые. Родина растения — тропические области Южной Америки.
Культивируется во многих странах, в том числе в Юго-Восточной Азии, куда было интродуцировано испанцами в XVII веке. Растение стало известно благодаря красному пигменту, содержащемуся в семенах и широко используемому в качестве пищевого красителя, альтернативного аналогичным синтетическим средствам. Краситель получается путём экстракции его из семян и используется в порошкообразной или пастообразной форме.

## Название
Вид назван в честь первооткрывателя Амазонки, испанского путешественника и конкистадора Франсиско де Орельяна (1505 или 1511—1546). Местные наименования в Мексике и перуанской сельве — achiote (из науатля), в Аргентине и Парагвае — urucú (из гуарани) или onoto.

## Описание
Вечнозелёный кустарник или невысокое дерево от 1,5 до 10 (15) м высотой, Листья очерёдные, крупные, цельные, овоидные с заострённым концом, глянцевые, на нижней стороне с красными точками. Побеги, листья и соцветия-метёлки часто покрыты красновато-коричневыми чешуйками. Цветки пятилепестные, розовые или белые, 3—6 см в диаметре, с множеством тычинок с тонкими и длинными нитями, ароматные, цветут только один день. Плоды — крупные, до 4,5 см длиной, ярко-красные, красновато-коричневые или зелёные колючие коробочки с  красными обратнояйцевидно-угловатыми семенами, покрытыми тонкой оранжево-красной мясистой кожурой. Созревшие плоды высыхают и растрескиваются на 2 (реже 3—4) створками, высвобождая семена.

## Использование
Извлечённый из семян краситель широко используется в латиноамериканской и филиппинской кухне для окрашивания рыбы, мяса, сыров и добавляемого в салаты растительного масла. Некоторые коренные народы Северной, Центральной и Южной Америки использовали семена этого растения для росписи по телу и в качестве губной помады. По этой причине Bixa orellana иногда называется помадным деревом. Различные части растения используются при лечении последствий солнечного удара, ожогов и головных болей.
Экстракт аннато зарегистрирован как пищевая добавка E160b, используемая для улучшения торгового вида сыров, йогуртов, сливочного масла и других молочных продуктов.

## Безопасность
Использование экстракта аннато в качестве пищевой добавки считается безопасным. Допустимое суточное потребление (ДСП) при использовании Е160b в качестве пищевого красителя составляет 6 мг/кг массы тела, согласно Европейскому агентству по безопасности продуктов питания (EFSA).

## Галерея

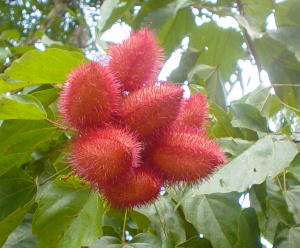
Нераскрывшийся плод
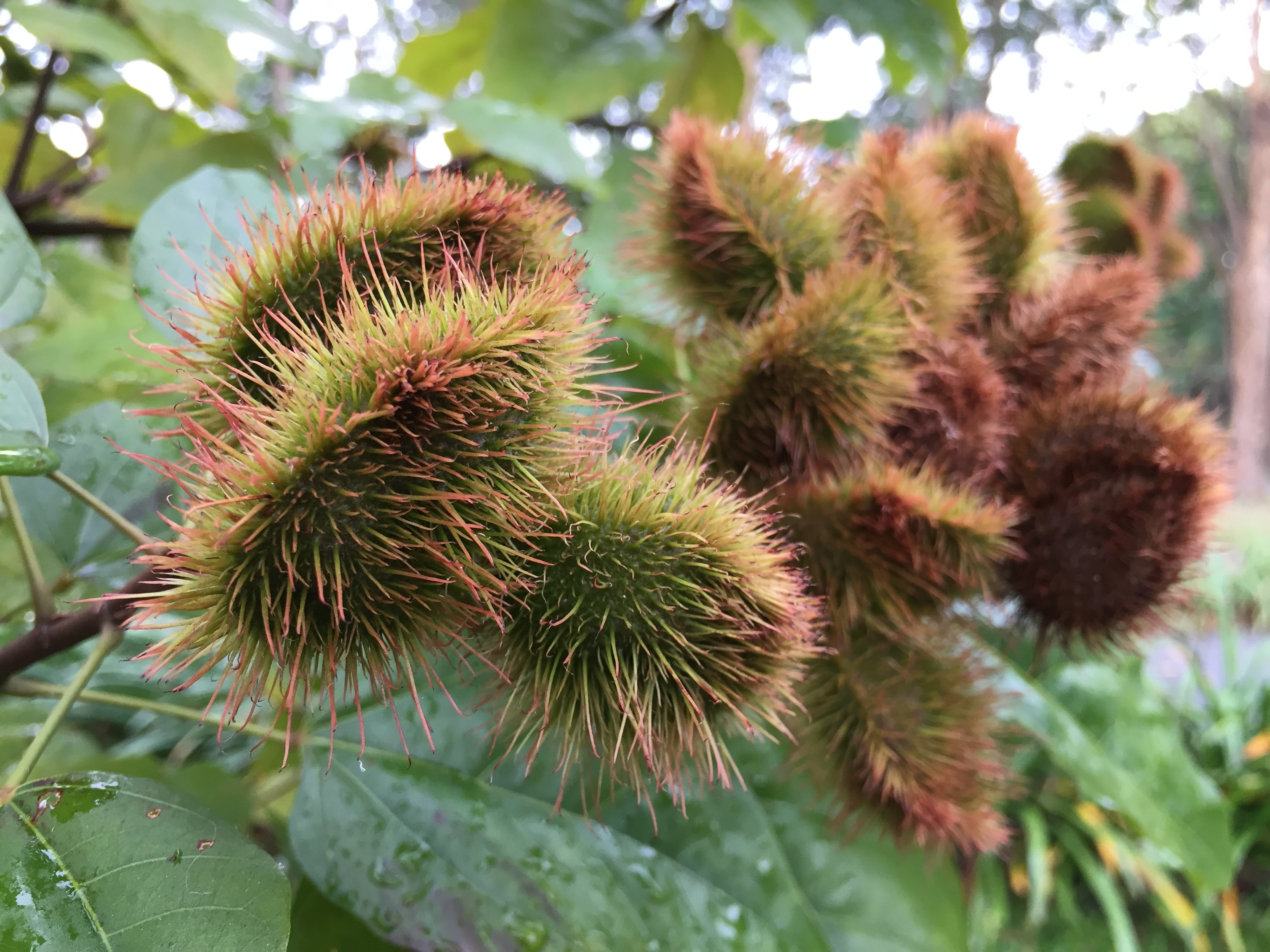
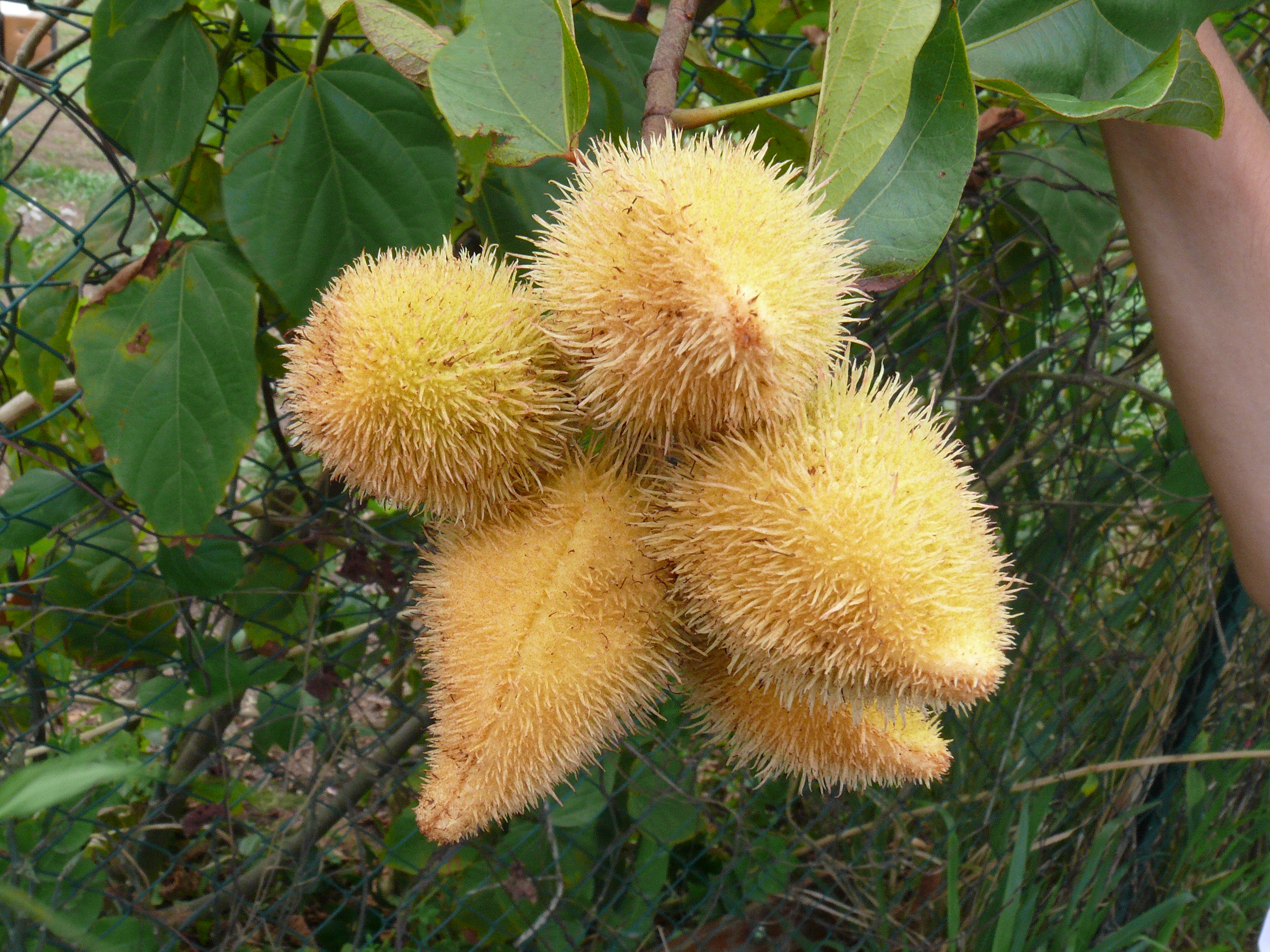
Недозрелый плод
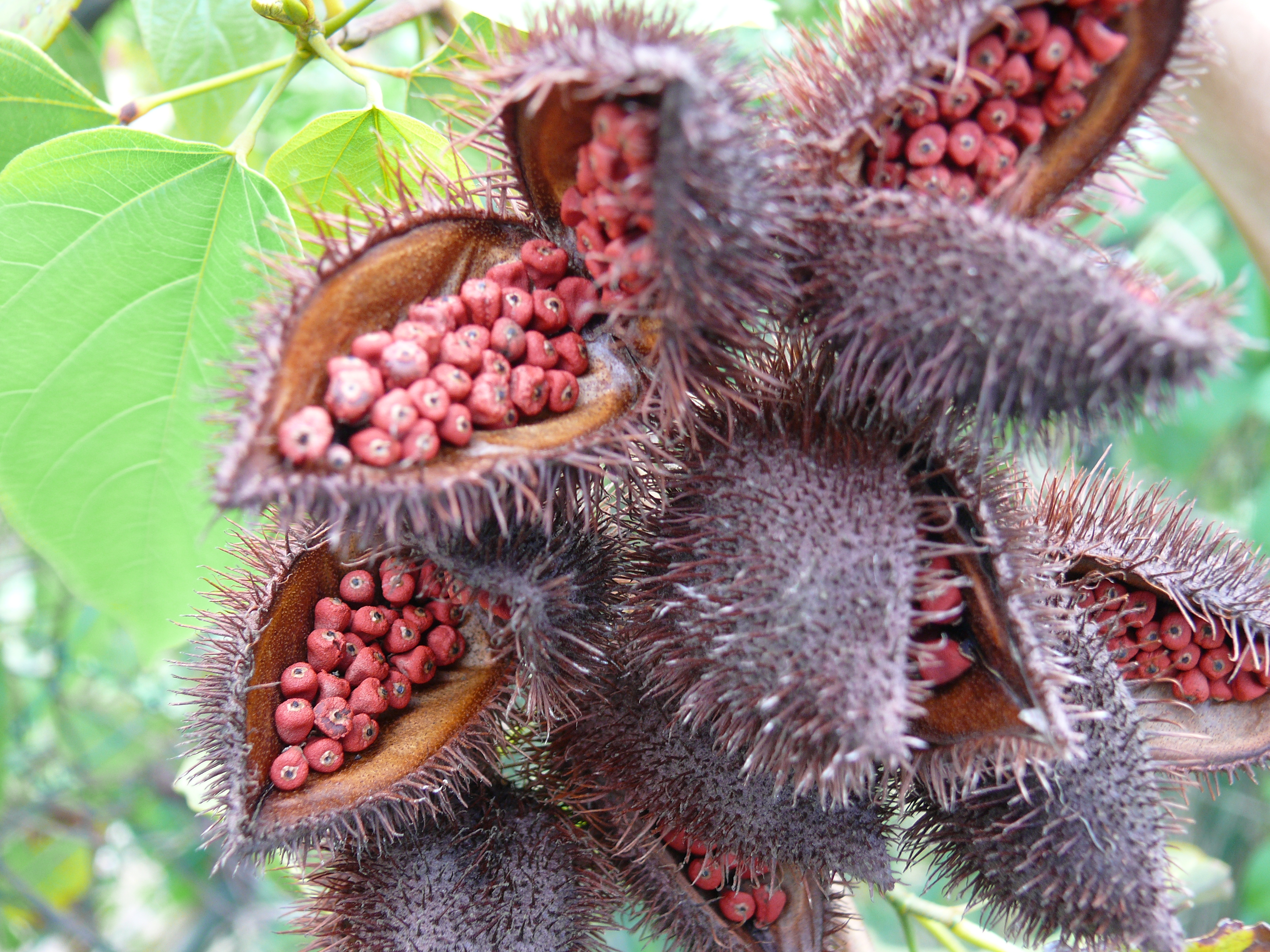
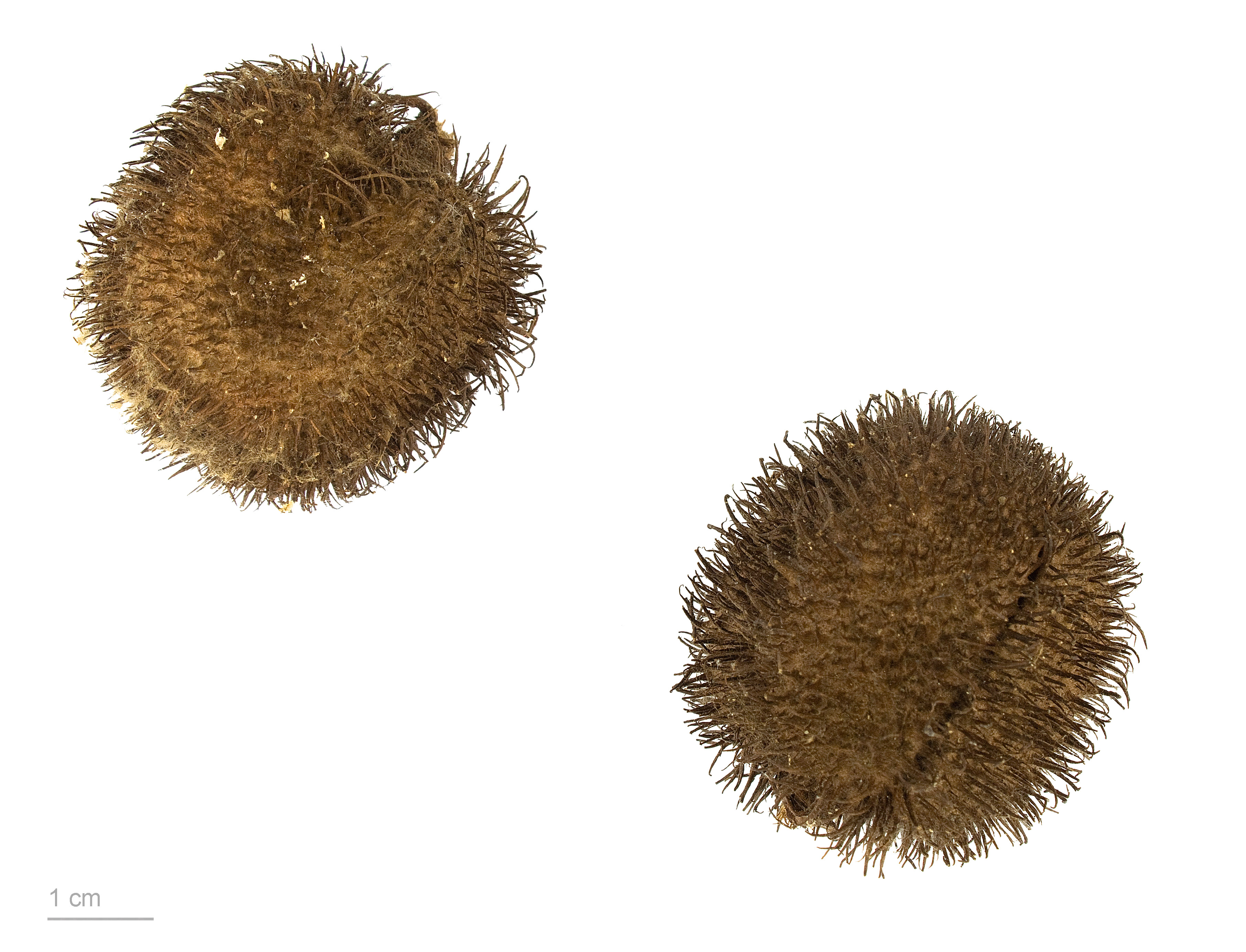
Семена